# Northwood (Londres)
Pour les articles homonymes, voir Northwood.
Northwood est un district du borough londonien de Hillingdon dans le nord-ouest de Londres.

## Éducation
Elle abrite la Merchant Taylors' School.